# Félix Machado de Silva y Castro

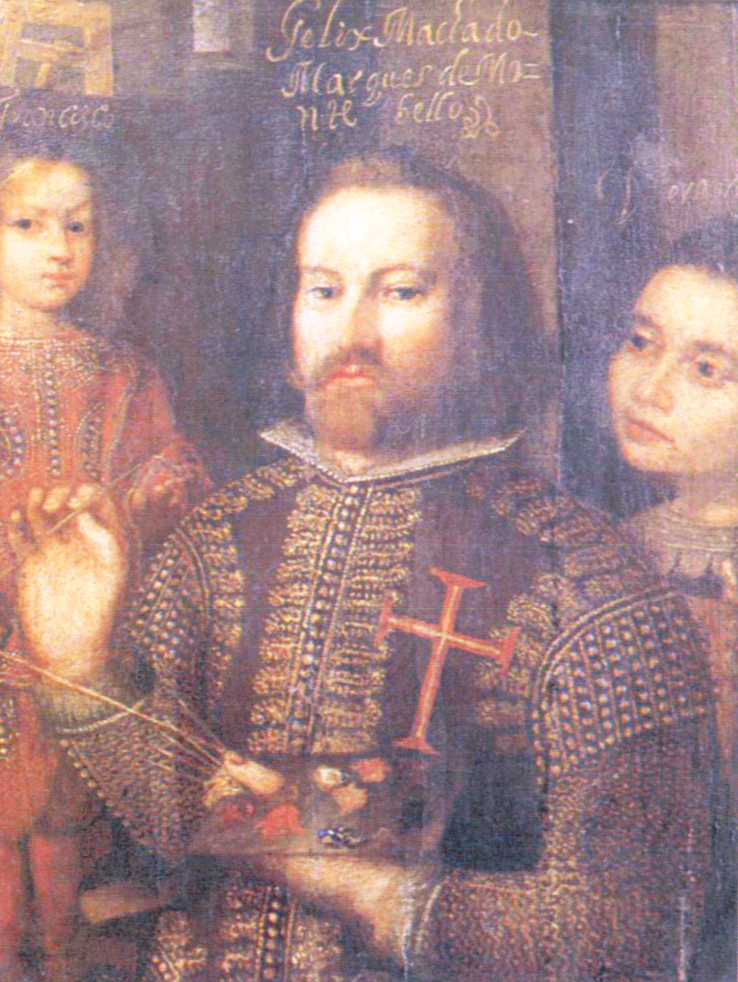
Félix Machado de Silva, I marqués de Montebelo

Félix Machado da Silva Castro Vasconcelos, también llamado Félix Machado e Silva, I.er Conde de Amares, VI señor de Entre Homem e Cávado, y I.er marqués de Montebelo (Casa de Tora, Vale c. 1595-Madrid, 1662) fue un noble, genealogista, pintor y escritor portugués del barroco, autor entre otras obras de la Tercera parte de Guzmán de Alfarache (1650).

## Biografía
Era hijo de Manuel de Araújo e Sousa, señor del solar de Tora, y Margarida Machado. Se casó con Violante de Orozco y Londrón, hermana del segundo marqués de Mortara y primero de Olías, virrey de Cataluña y gobernador de Milán, de la que tuvo a António Félix Machado da Silva e Castro, II marquês de Montebelo, el único que sobrevivió de sus seis hijos, antes de que falleciera aquejada de gota en 1658, cuatro años antes que su marido. Este fue además Comendador en la Orden de Cristo y Felipe IV le había concedido en 1630 el título de marqués del feudo de Montebelo (Milán). Marchó a España con su mujer en 1638 y fue embajador en Roma. Al suceder la restauración del trono portugués en 1640, se declaró fiel al rey castellano Felipe IV (III de Portugal) y permaneció en Madrid; el rey lo recompensó ese mismo año con el título vitalicio de Conde de Amares, ya que le fueron confiscados sus bienes en Portugal y tuvo que sobrevivir dedicándose a la pintura. Terminó sus días con una magra pensión del gobierno español.
Escribió casi siempre en español, por ejemplo unas Notas al Nobiliario de Don Pedro conde do Barcelos que llegaron a ser impresas con esa misma obra por su amigo Manuel de Faria e Sousa en 1646. Aparte de algunas obras genealógicas más sobre sus antepasados que cita Nicolás Antonio, quedó manuscrita al parecer en el Convento da Graça, de donde pasó a la biblioteca del Palacio real de Ajuda, una extensa novela picaresca suya que continuaba la muy famosa de Mateo Alemán, intitulada Tercera parte de Guzmán de Alfarache (1650-1652). Se trata en realidad de una novela que hibrida muchos géneros, con algo de miscelánea y novela bizantina, y convierte  al  sucio  y  pordiosero  Guzmán  en  un  atildado y honrado caballero, peregrino jacobeo, don Juan de Guzmán, deshaciendo la doble genealogía que le dio Alemán. La obra concluye con el protagonista convertido en ermitaño. 
La primera edición impresa de esta obra la hizo en la Revue Hispanique el hispanista alemán Gerhard Moldenhauer (1927), con numerosos errores; de ella hicieron un facsímil moderno Pablo del Barco y Víctor Infantes. Hoy en día la mejor y más accesible es la crítica de Rosa Navarro Durán para Biblioteca Castro (2010).

## Obras
- Memorial de la familia de los Machados, Madrid, 1642.
- Notas al nobiliario de don Pedro Conde de Barcelos, 1646.
- Vida de Manuel Machado de Azevedo, Señor de las Casas de Castro, Vasconcelos, y Barroso, y de los Solares dellas, y de las Tierras de entre Homem y Càbado, Villa de Amares, Comendador de Sousel, en la Orden de Avis, Madrid: Pedro García de Paredes, 1660. Hay edición moderna de Carlos Baladrón, 1983.
- Tercera parte de Guzmán de Alfarache (1650-1652), manuscrito. Hay ed. crítica moderna de 2010.
- Edición y crítica de la Tercera parte de Guzmán de Alfarache' a cargo de Pablo Brañanova (2017).https://dialnet.unirioja.es/servlet/tesis?codigo=151323